# Acle
Acle ist eine kleine Minderstadt am Fluss Bure gelegen, in den Norfolk Broads in Norfolk, zwischen Norwich und Great Yarmouth. Die Stadt besitzt die einzige Brücke, die über den Fluss Bure zwischen Wroxham und Great Yarmouth führt. Zudem besitzt die Stadt eine High-School namens Acle High School.
Die Bevölkerung ist auf 9,46 km² verteilt. Im Jahr 2001 betrug die Bevölkerung 2732, welche sich auf insgesamt 1214 Haushalte verteilte. Acle fällt in den District Broadland.
Der Name Acle steht für oaks lea, also die Abforstung von Eichen in einem Wald. Unter der Herrschaft des Hauses Tudor wurden hunderte Eichen gefällt, um für Elisabeth I. Kriegsschiffe zu bauen.

## Geschichte
In der römischen Zeit Großbritanniens war Acle ein Hafen am Kopf einer großen Ästuar namens Gariensis. Acle wurde im Domesday Book erwähnt und im 1253 wurde der Stadt ein Markt bewilligt. Sowohl der Viehmarkt als auch ein nahe gelegenes Auktionsgelände bestanden bis in die 1970er-Jahre. Letztes ist nun ein Wohnhauskomplex, während erstes zum einen einige Filialen der Fastfoodkette Budgens beherbergt, zum anderen Teil weiterhin ein Markt ist. Der Markt wird jedoch eher zu Tourismuszwecken aufrechterhalten. Im Gegensatz zu früher, wird heutzutage dort kein Lebendvieh mehr versteigert. Im Jahr 1382 erhielt die Stadt das Recht, Torf abzubauen. Acle besitzt immer noch eine Bootswerft und einige Deiche. Dabei führen Wege entlang des Flusses Bure nach Upton und darüber hinaus.
Die Acle Railway Station, welche im Jahr 1883 erbaut wurde, liegt auf der Wherry Line von Norwich bis Great Yarmouth. Im Jahr 1892 wurde eine Gießerei erbaut, die sich auf den Bau von Western-Windrädern zur Drainage des Landes spezialisiert hatte. Die etwa fünf Kilometer lange Fernstraße A47 wurde im März 1989 eröffnet. Seit der Jahrtausendwende wird von Freiwilligen an einem Gehweg namens „Damgate“ gearbeitet, damit man bei dessen Ablauf die Landschaft genauer betrachten kann. Einige Pflanzen- und Tierarten sind sehr selten, wobei zum Beispiel wiederholt einige Eisvögel gesichtet wurden.

## Pfarrkirche St. Edmund

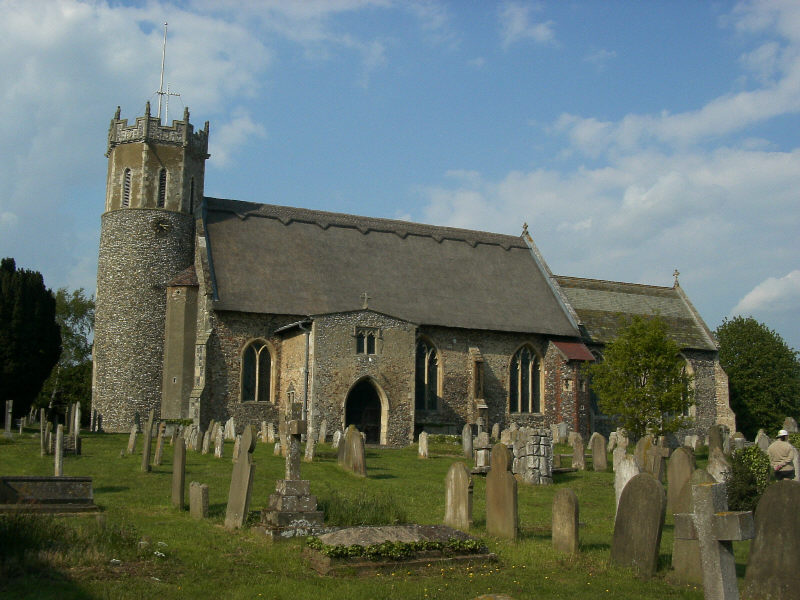
Pfarrkirche St Edmund

Die Kirche Edmund des Märtyrers ist eine von 124 Rundturmkirchen in Norfolk. Die runde Plattform des Turmes ist der älteste Teil der Kirche, welche vermutlich angelsächsischen Ursprungs ist und zwischen den Jahren 850 und 950 erbaut wurde. Die achteckige Plattform wurde im 13. Jahrhundert hinzugefügt, wahrscheinlich als die Decke angehoben wurde. Die Festungsmauern stammen aus dem Jahr 1472. Im Turm befinden sich sechs Glocken, von denen fünf Stück im Jahr 1623 in Norwich entstanden. Der Turm wird mittlerweile mit einem Metallrahmen abgestützt, damit die Glocken sicher gerungen werden können. Der Eintritt zur Kirche erfolgt durch einen Torbogen an der Nordseite, der im Jahr 1495 errichtet wurde. Die verzierten Feuersteine stehen dabei im Gegensatz zu den Wänden, die den Eindruck erwecken, aus Schotter gemacht zu sein.
Das Kirchenschiff ist aufgrund von Messungen und wegen der Wanddicke normannischen Ursprungs. Dieses ist jedoch nicht so offensichtlich, da keine der Eingänge oder Torbögen mehr erhalten sind. Im Jahr 1927 wurde das Efeu von den Wänden abgetragen, wobei ein Strebewerk in sich zusammenfiel. Dadurch wurden Steine freigelegt, die durch Normannen bearbeitet wurden. Diese wurden später wieder zusammengebaut und im Dachgeschoss aufbewahrt. Es ist möglich, dass alle Türen und Torbögen normannischer Art zerstört wurden, als die Stockwerke angehoben wurden. Es ist sinnvoll anzunehmen, dass zumindest die Gründung des Hauptschiffes normannisches Ursprungs ist.
Die Fenster des Hauptschiffes sind aus dem 14. Jahrhundert. Ein Fenster nahe der Kanzel ist im Tudorstil gehalten.
Die Wände wurden wahrscheinlich alle zur selben Zeit bemalt. Ein kleines Fragment eines Drachen oder einer schlangenartigen Kreatur ziert die Wand des alten Treppenhauses.
Das steinerne Taufbecken im Hauptschiff lässt sich auf das Jahr 1410 datieren.
Im 15. Jahrhundert trennte eine hölzerne Absperrwand das Hauptschiff vom Altarraum. Die Wand wurde nicht speziell für diese Kirche gebaut, sondern möglicherweise aus der St Benet’s Abbey oder aus dem Priorat in Weybridge geholt.
Im 14. Jahrhundert ersetzte der Altarraum wahrscheinlich eine Apsis. Die Fenster stammen aus dem 14. Jahrhundert, bis auf das Ostfenster, das dem viktorianischen Stil entspricht.